# 윈모기지
주식회사 윈모기지는 우리은행과 우리피앤에스에서 출자하여 설립된 회사로, 우리은행의 부동산담보대출을탁판매하고 있으며, SR(대출상담사)의 활동을 담당하고 있다.

## 연혁
- 2005년 3월 9일: 주식회사 우리모기지 설립(우리은행, 우리피앤에스)